# Maria Margherita Caiani
Maria Anna Rosa Caiani, M.S.C., řeholním jménem Maria Margherita od Nejsvětějšího Srdce (2. listopadu 1863, Poggio a Caiano – 8. srpna 1921, Florencie) byla italská římskokatolická řeholnice, zakladatelka a členka kongregace Nejmenších sester Nejsvětějšího Srdce. Katolická církev ji uctívá jako blahoslavenou.

## Život

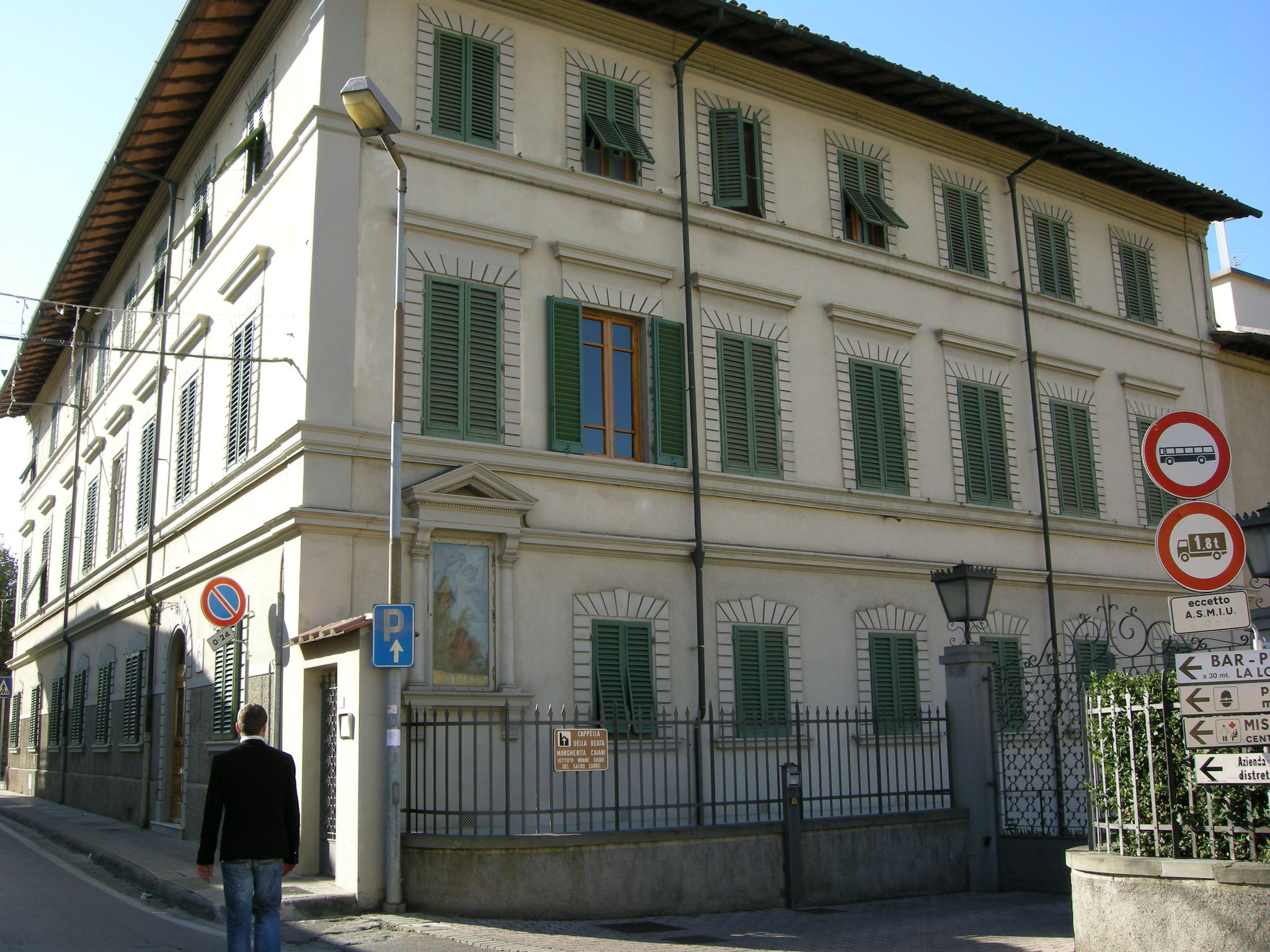
Mateřský dům jí založené kongregace v Poggio a Caiano

Narodila se dne 2. listopadu 1863 v Poggio a Caiano jako třetí z pěti dětí rodičům Jacopovi Caianimu a Luise Fortini. Všichni její sourozenci byli chlapci. Pokřtěna byla v kostele Santa Maria Assunta na kopci Bonistallo v její rodné obci.
Její mladší bratr Gustavo trpěl těžkou nemocí poté, co roku 1872 utrpěl zlomeninu krčku stehenní kosti. Mnoho let se o něj starala, než roku 1879 zemřel. Po smrti svého bratra se rozhodla zasvětit svůj život péči o potřebné. Její otec zemřel krátce poté, v roce 1884, a matka ho následovala necelých deset let poté, v roce 1890. Po smrti otce pomáhala svému bratru Oseovi v obchodě s tabákem, ale smrt matky ji zanechala samotnou, protože všichni její bratři se mezi tím oženili. Právě ve své samotě si uvědomila, jaké je její povolání, a našla touhu odevzdat se Bohu a druhým. Vstoupila do zasvěceného života, ale po určité době jej opustila, neboť v něm nenalezla své povolání.
1. listopadu 1891 navštívila svou nemocnou tetu, kde se později setkala a spřátelila s Marií Fiaschi, která byla o necelých deset let mladší než ona. V roce 1893 se rozhodla vstoupit do benediktinského kláštera, ale nedlouho poté klášter opustila. Přibližně v této době se setkala s biskupem bl. Piem Alberte del Coronou, který ji povzbudil v její činnosti. 19. září 1894 s Fiaschi otevřela domov pro potřebné děti.
Dne 15. prosince 1902 založila ženskou řeholní kongregaci Nejmenších sester Nejsvětějšího Srdce. Přijala nové řeholní jméno a formovala prvních pět čekatelek pro vstup do její nové kongregace. V roce 1910 se inspirovala činností sv. Eleny Guerra. Měla také soukromou audienci u kardinála a arcibiskupa milánského bl. Andrey Carla Ferrariho, který ji povzbudil v jejím díle. Po oficiálním schválením jí založené kongregace byla na její první generální kapitule roku 1915 zvolena její první generální představenou.
Zemřela 8. srpna 1921 ve Florencii. Jí založená kongregace se po její smrti rozšířila o nové členky i řeholní domy ve více zemích světa.

## Úcta
Její beatifikační proces započal dne 15. prosince 1981, čímž obdržela titul služebnice Boží. Dne 5. června 1986 ji papež sv. Jan Pavel II. podepsáním dekretu o jejích hrdinských ctnostech prohlásil za ctihodnou. Dne 8. února 1988 byl uznán zázrak na její přímluvu, potřebný pro její blahořečení.
Blahořečena pak byla dne 23. dubna 1989 na Svatopetrském náměstí papežem sv. Janem Pavlem II.
Její památka je připomínána 8. srpna. Bývá zobrazována v řeholním oděvu. Je patronkou jí založené kongregace.